# Hoplophorella repetita
Hoplophorella repetita är en kvalsterart som beskrevs av Subías 2004. Hoplophorella repetita ingår i släktet Hoplophorella och familjen Phthiracaridae. Inga underarter finns listade i Catalogue of Life.